# Europese weg 962
De Europese Weg 962 of E962 is een Europese weg die loopt van Elefsína in Griekenland naar Thebe in Griekenland.

## Algemeen
De Europese weg 962 is een Klasse B-verbindingsweg en verbindt het Griekse Elefsína met het Griekse Thebe en komt hiermee op een afstand van ongeveer 50 kilometer. De route is door de UNECE als volgt vastgelegd: Elefsína - Thebe.